# フランス・モナコ条約

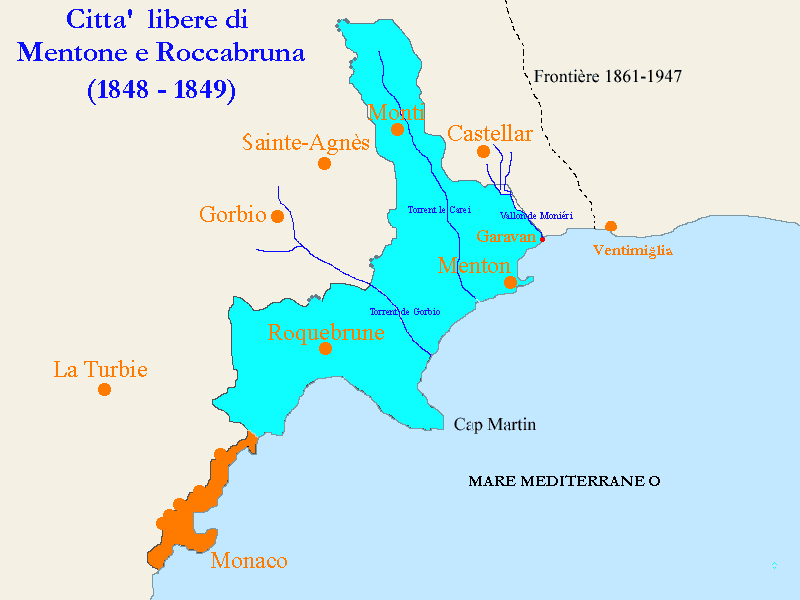
マントン、ログブリュヌ (水色)

フランス・モナコ条約（フランス・モナコじょうやく、フランス語: traité franco-monégasque）は、フランスとモナコの間で締結された条約。1861年、1918年、2002年に締結され、モナコの独立、主権、およびグリマルディ家の継承規定が定められている。このうち、1918年の条約はフランス・モナコ保護友好条約（フランス・モナコほごゆうこうじょうやく）、2002年の条約はフランス・モナコ友好協力条約（フランス・モナコゆうこうきょうりょくじょうやく）と呼ばれる。

## 1861年の条約
1815年のウィーン議定書により、モナコはサルデーニャ王国の保護国に定められたが、1861年のフランス・モナコ条約でモナコの主権が認められた。代償として、モナコはマントンとロクブリュヌ＝カップ＝マルタンを400万フランでフランスに売却した。

## フランス・モナコ保護友好条約
第一次世界大戦末期の1918年モナコ継承危機により、1918年7月17日にフランス外務大臣ステファン・ピションとモナコ公アルベール1世の間でフランス・モナコ保護友好条約が締結された。1918年時点でモナコ公位継承者のルイ（のちのモナコ公ルイ2世）に嫡子がおらず、ルイの死後はドイツ系のウラッハ公ヴィルヘルム・カールが継承するとされた。フランスは隣国のモナコでドイツ系の人物が君主に即位することを受け入れられず、モナコに圧力をかけて条約を締結させ、このような事態を阻止する権力を手に入れた。
条約第2条により、モナコに関する外交政策はフランス・モナコ両政府の合意を得る必要がある。

## フランス・モナコ友好協力条約
モナコが1993年に国際連合に加盟した後、2002年のモナコ憲法改正で主権問題が持ち上がった。1918年の保護友好条約ではグリマルディ家の結婚や養子縁組が継承順位を影響する場合、フランスの同意を必要とし、さらにモナコ公位が空位になった場合はモナコが自動的にフランス保護領になることが規定された。2002年10月24日に締結され、2005年12月に発効したフランス・モナコ友好協力条約はこれらの規定を廃止し、出生時点でグリマルディ家の人物のみ公位継承権を有すると定めつつ、モナコが一方的に継承順位を変更する権利を手に入れ、公国の独立が明示的に保証された。このほか、モナコの外交の自由が承認され、モナコが独自に外交関係を開設できるようになった。